# Кабульский плов
Кабульский плов, афганский плов (перс. قابلی پلاو‎) — разновидность плова, приготовляемая в Афганистане и в других странах Центральной Азии. Он состоит из риса, смешанного с изюмом, морковью и говядиной или бараниной. Существуют разные вариации в зависимости от региона.

## Подача
Этот плов считается праздничным и важным блюдом благодаря цене и качеству ингредиентов. Плов традиционно размещается в центре стола вместе с другими продуктами.

## Галерея

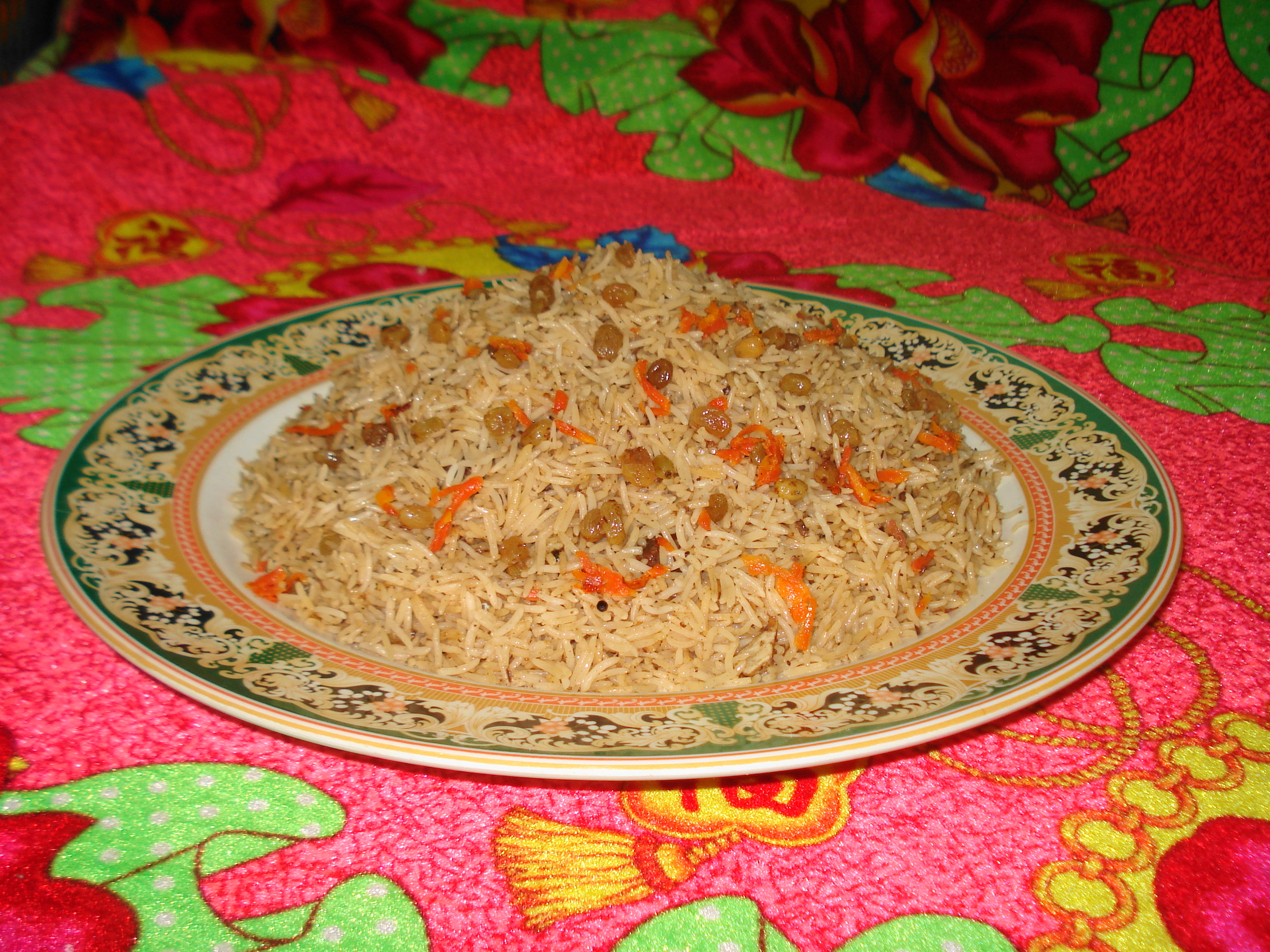
Афганский плов
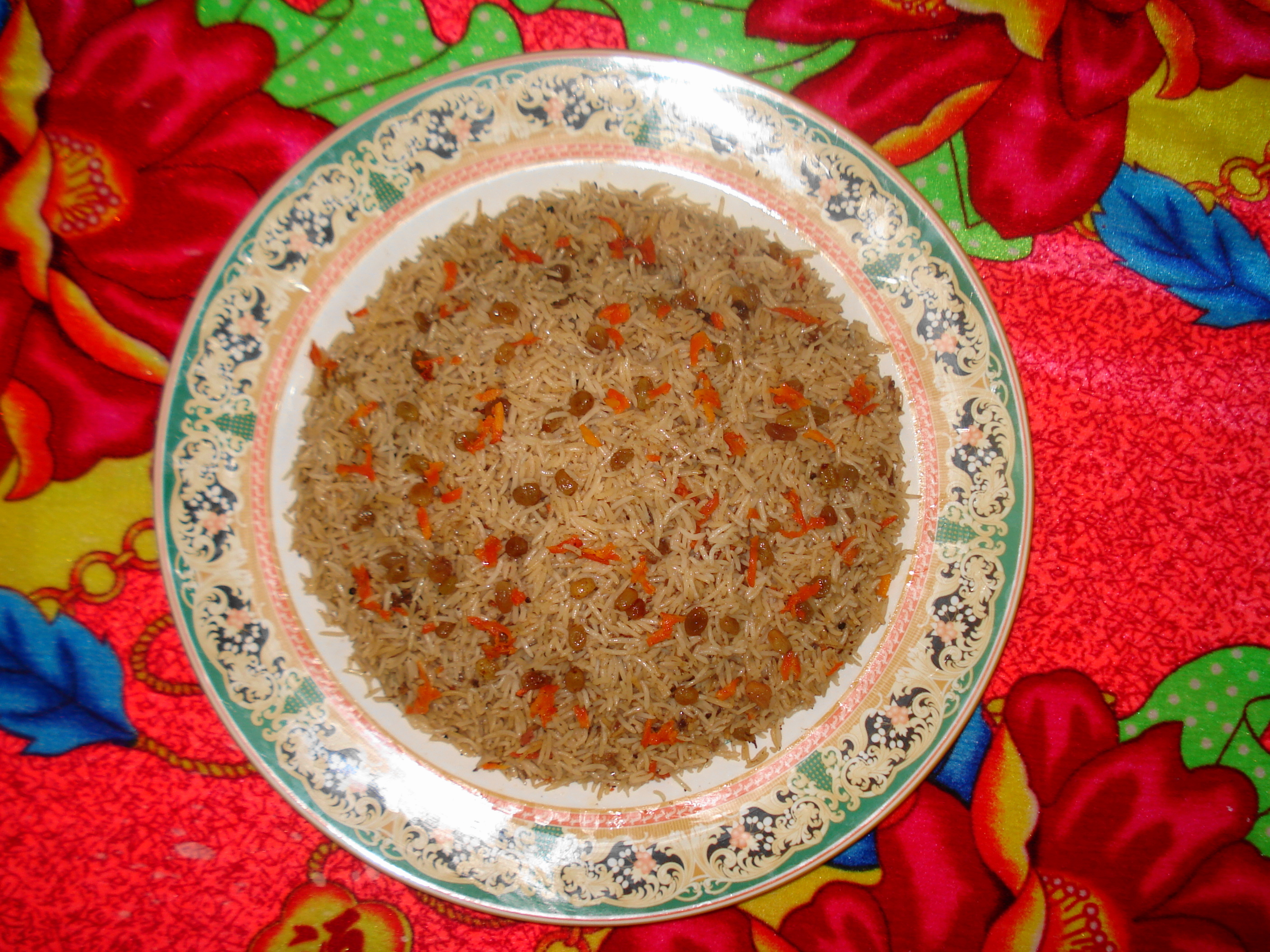
Афганский плов
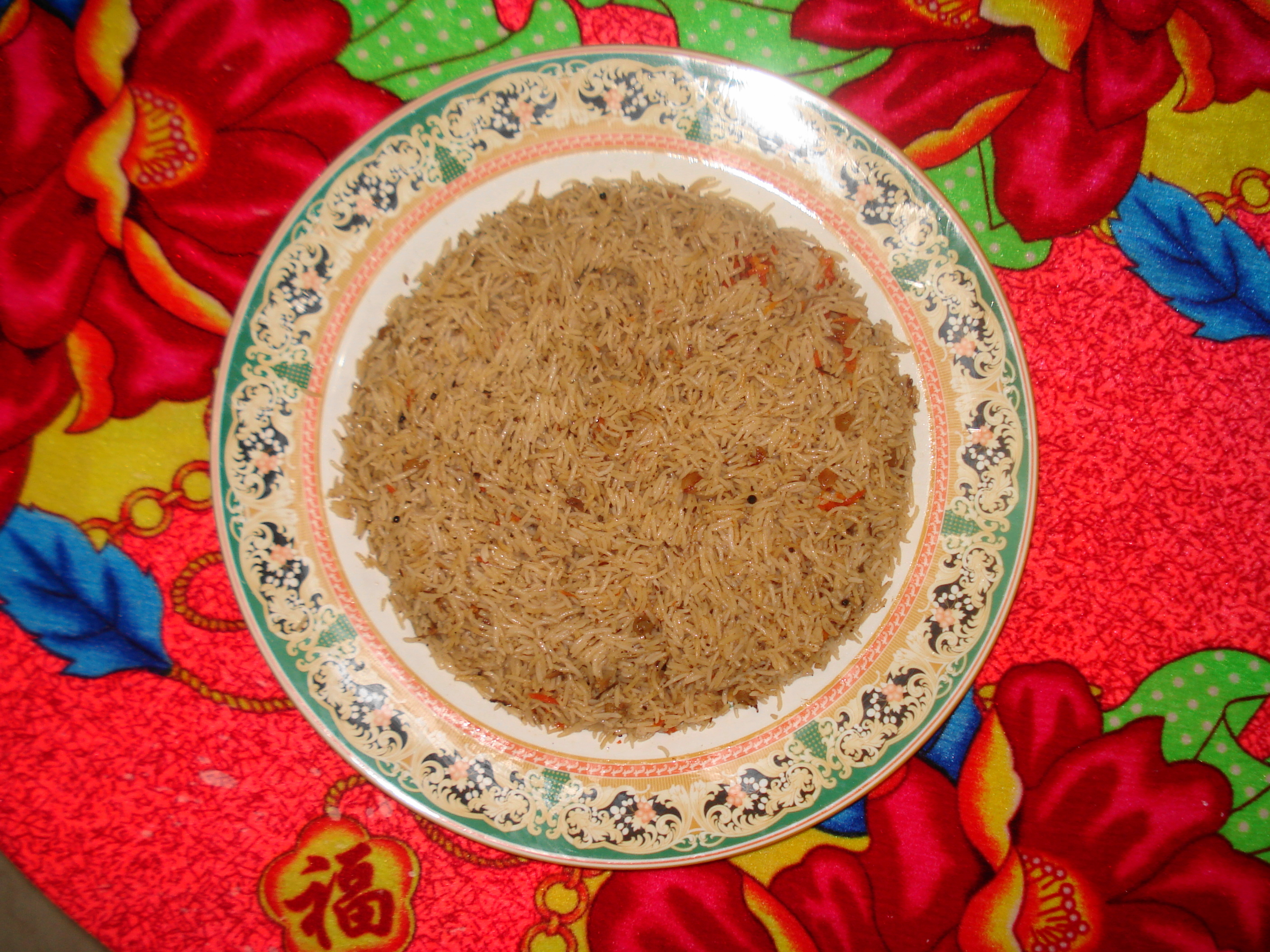
Кабульский плов
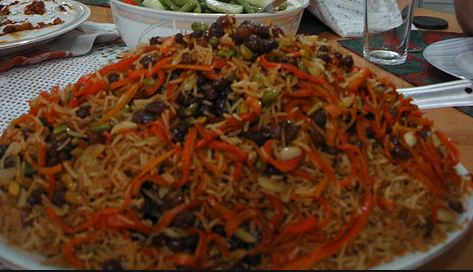
Тарелка кабульского плова с карамелизированной морковью, изюмом, фисташками и миндалём
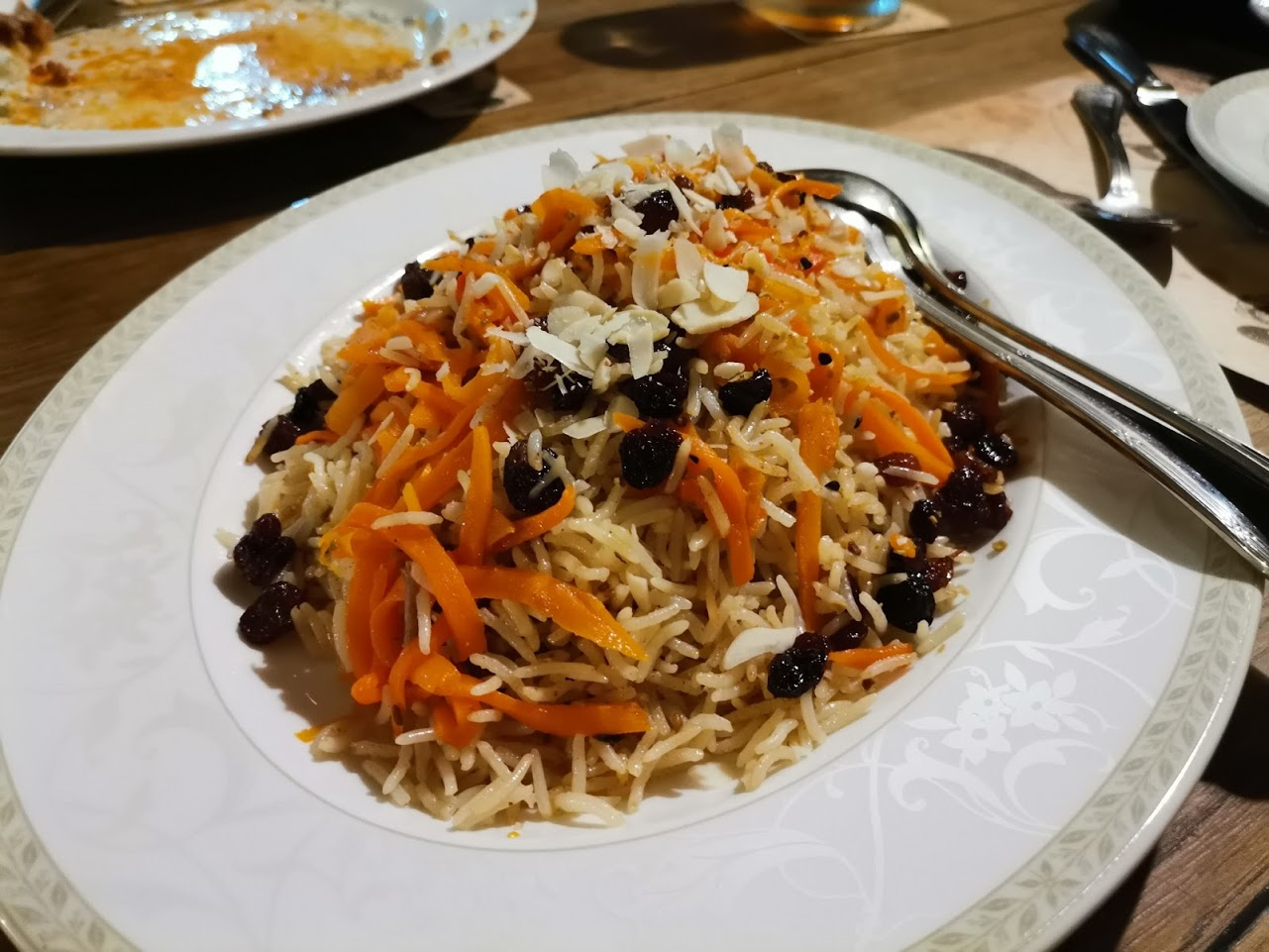
Кабульский плов в киевском ресторане